# Hvidovre
Hvidovre este un oraș în Danemarca.